# Салтыкова, Елизавета Евгеньевна
Елизавета Евгеньевна Салтыкова (род. 27 ноября 2004, Красноярск) — российская волейболистка, нападающая-доигровщица.

## Биография
Начала заниматься волейболом в 6-летнем возрасте в красноярской средней школе № 115 у тренеров Н.В.Пашковой и А.А.Шихова. В 2018 году принята в группу подготовки при ВК «Енисей», а с 2020 выступала за фарм-команду клуба, став в её составе серебряным призёром Кубка Молодёжной лиги. С февраля 2023 играет и за основной состав «Енисея» в суперлиге чемпионата России.   

### Клубная карьера
- 2020—2024 —  «Енисей»-2 (Красноярск) — молодёжная лига;
- с 2023 —  «Енисей» (Красноярск) — суперлига.

## Достижения
- серебряный призёр розыгрыша Кубка Сибири и Дальнего Востока 2024.
- серебряный призёр Кубка Молодёжной лиги 2022.